# Liste d'ours de fiction

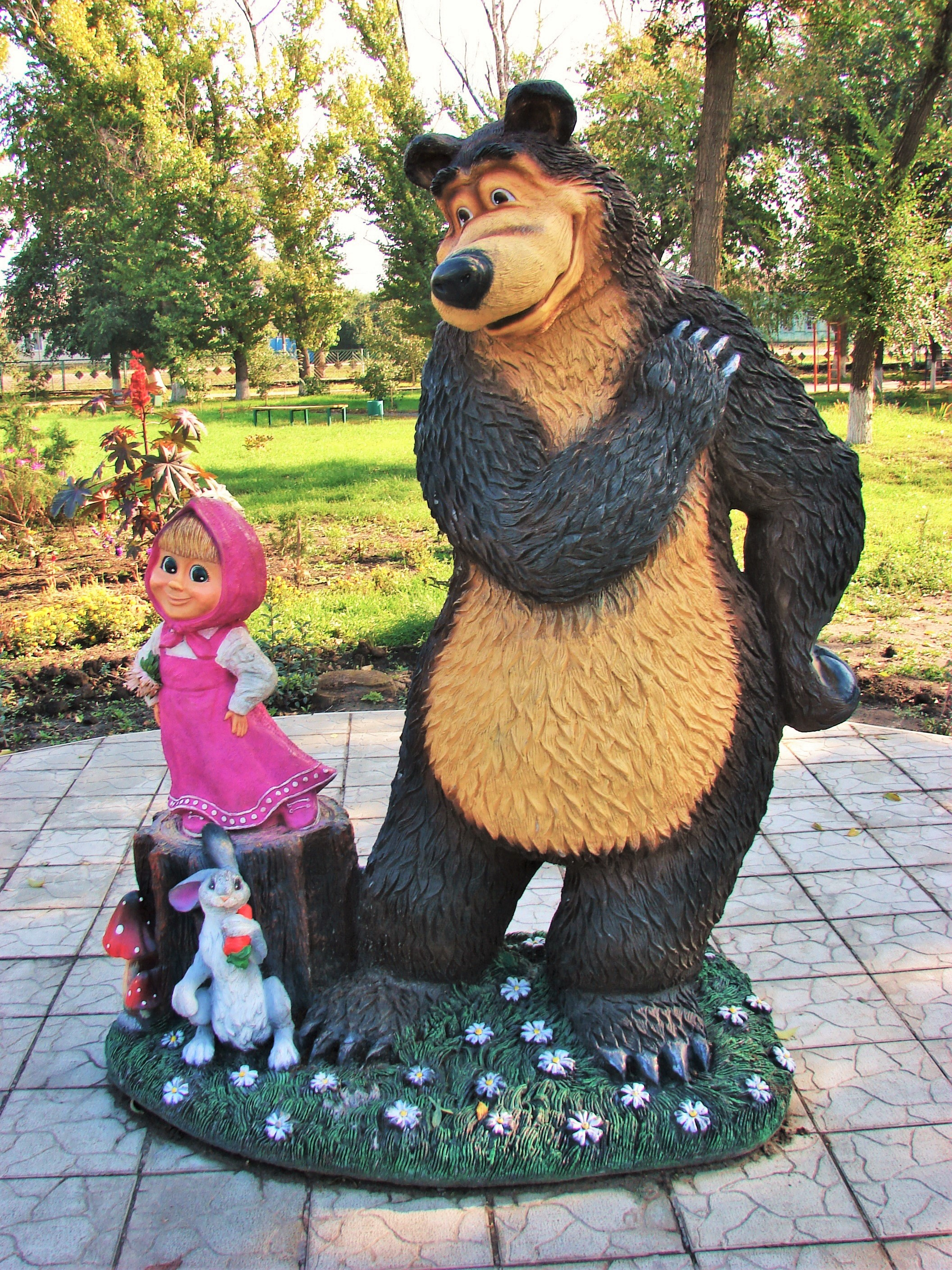
Statue de l'ours Michka avec son amie la fillette Masha, de la série d'animation Masha et Michka, à Yelan (Oblast de Volgograd, en Russie).

Cette page présente une liste d'ours de fiction.

## Littérature

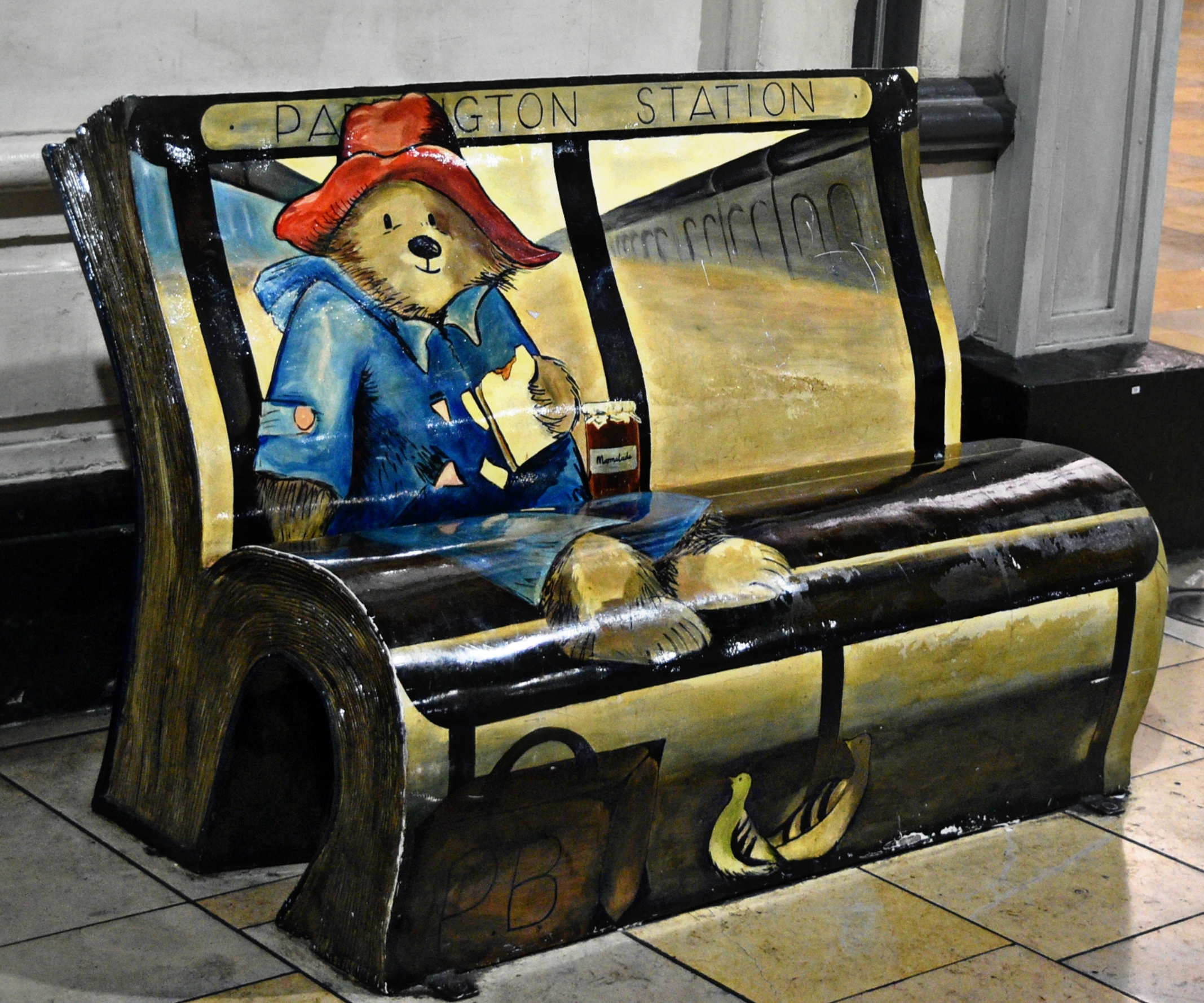
L'ours voyageur Paddington Brown figure sur un banc « livre » de la station de Paddington à Londres.

- Boucle d'or et les Trois Ours : célèbre conte avec un grand ours, un ours moyen et un petit ours
- Brun, l'ours dans le Roman de Renart
- Baloo, Le Livre de la jungle
- Bouba et Frisquette, les oursons du livre Monarch, the Big Bear of Tallac d'Ernest Thompson Seton
- Frère Ours, dans la série de livres Jojo Lapin d'Enid Blyton
- Iorek Byrnison, ours en armure de À la croisée des mondes.
- Jean de l'Ours, personnage central d'un conte existant, dans de multiples versions, dans de nombreux pays du monde : son père est un ours et sa mère, une femme.
- Paddington Brown, amoureux de la marmelade
- Petit ours, un personnage de nombreux livres de Martin Waddell
- Petit Ours Brun
- Plume, le petit ours polaire de littérature enfantine, de Hans de Beer
- Winnie l'ourson
- Bob, le petit ours, dans la série française d'albums jeunesse des Bob, de Alex Sanders
- Kallik (ourse polaire), Toklo (grizzly), et Lusa (ourse noire), trois oursons des romans La Quête des ours de Erin Hunter
- Papa Ours et Petit Ours, personnages de Benjamin Chaud, dans les albums jeunesse Une chanson d'ours (2011), Coquillages et petit ours (2012),  Poupoupidours (2014) et  Pompon ours dans les bois (2018).

## Bande dessinée

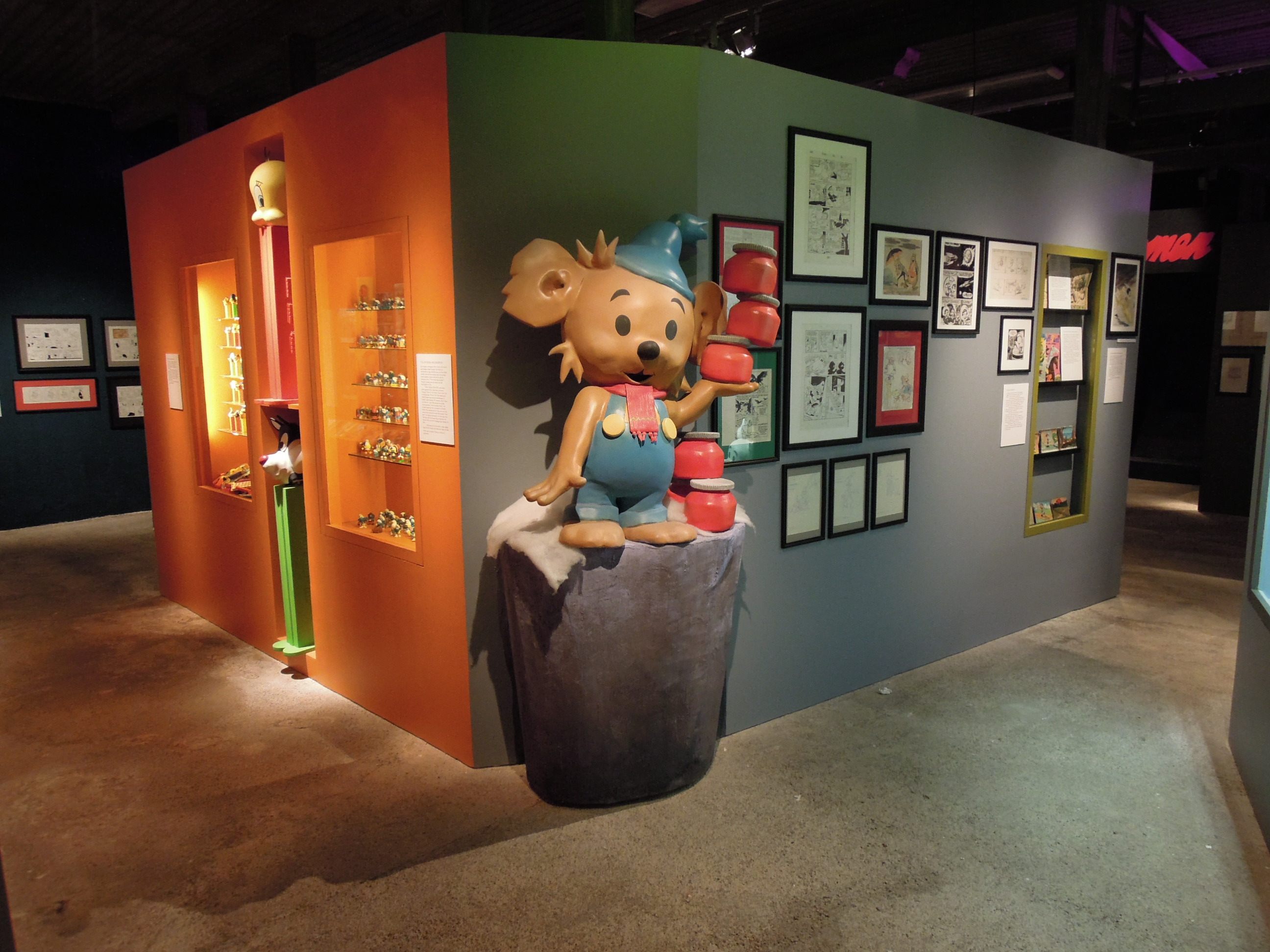
Bamse au musée du jouet et de la bande dessinée de Tidö, près de Västerås, en Suède.

- Bamse, personnage principal de la série du même nom, par Rune Andréasson
- Barnabé, personnage principal de L'Ours Barnabé, par Philippe Coudray
- Boule de poils, ourson adopté par Bernard Prince
- Ernest, l'ours dans Ernest et Célestine de Gabrielle Vincent
- Nestor l'ours et son amie l'ourse Nestorine accompagnant les jeunes indiens Moky et Poupy
- Petzi, ourson parcourant le monde à bord de son bateau
- Placid, l'ours du duo Placid et Muzo
- Pooky, ours en peluche de Garfield
- Prosper, petit ours blanc, par Alain Saint-Ogan
- Rupert Bear, héros de Rupert, par Mary Tourtel

## Cinéma
- Petit Jean dans le film d'animation des studios Disney Robin des Bois
- Le fantôme d'un fêtard déguisé en ours et apparaissant en plein acte sexuel avec un autre homme dans Shining
- Teddy dans le film A.I. intelligence artificielle (2001)
- Kenaï et Koda dans les films d'animation Frère des ours et Frère des ours 2
- L'Ours Montagne, réalisé par Esben Toft Jacobsen
- Ted, de Seth MacFarlane (2012) l'ours en peluche prenant vie à la suite d'un vœu
- L'ours en peluche dans le film canadien Teddy, la mort en peluche (1981)
- L'ours en peluche dans la série de courts métrages d'animation canadien Quatre saisons dans la vie de Ludovic (1998-2002)
- Po Ping de Kung Fu Panda
- Pancada dans The Little Panda Fighter

## Télévision

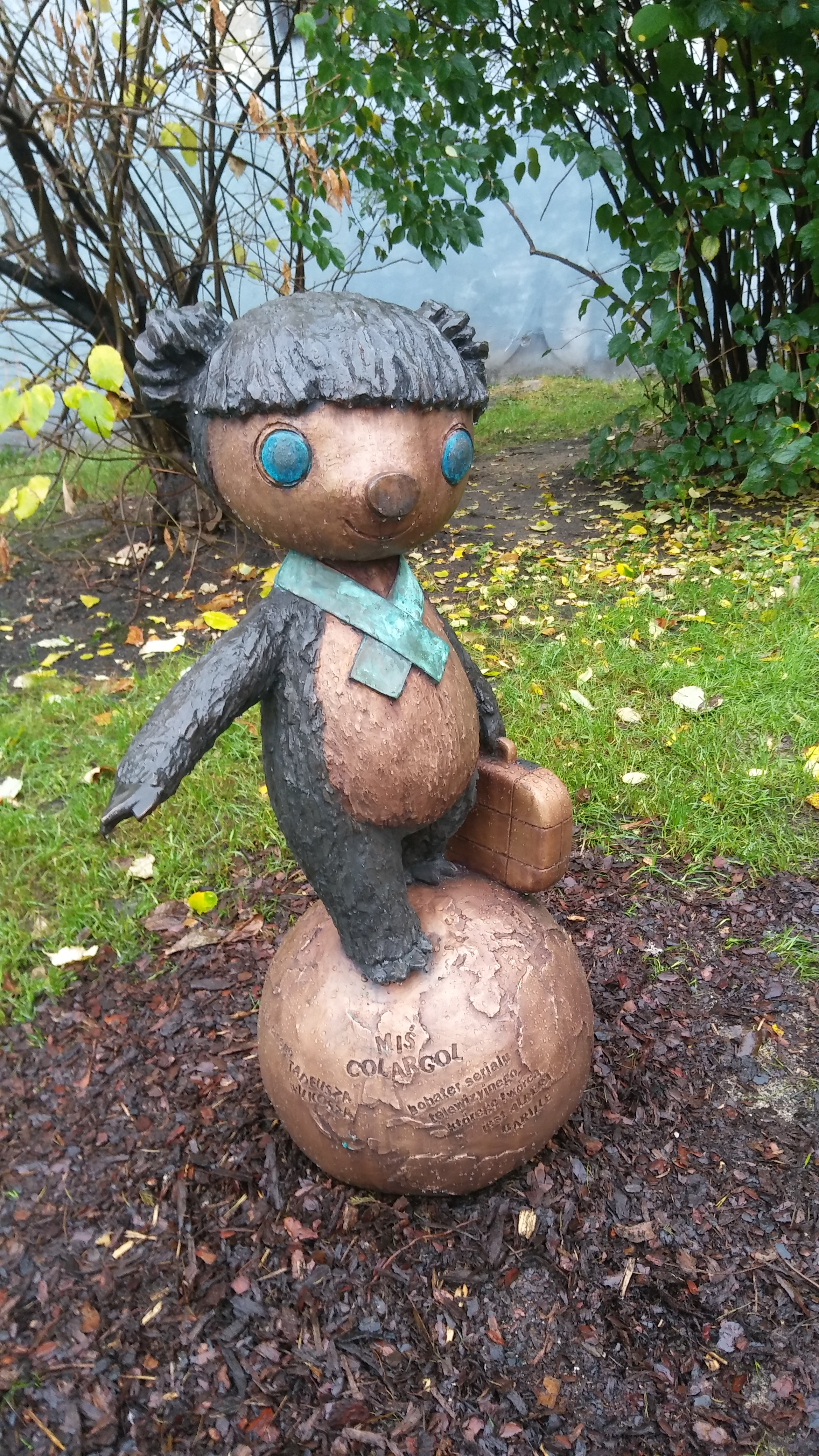
Statue de Colargol en Pologne.

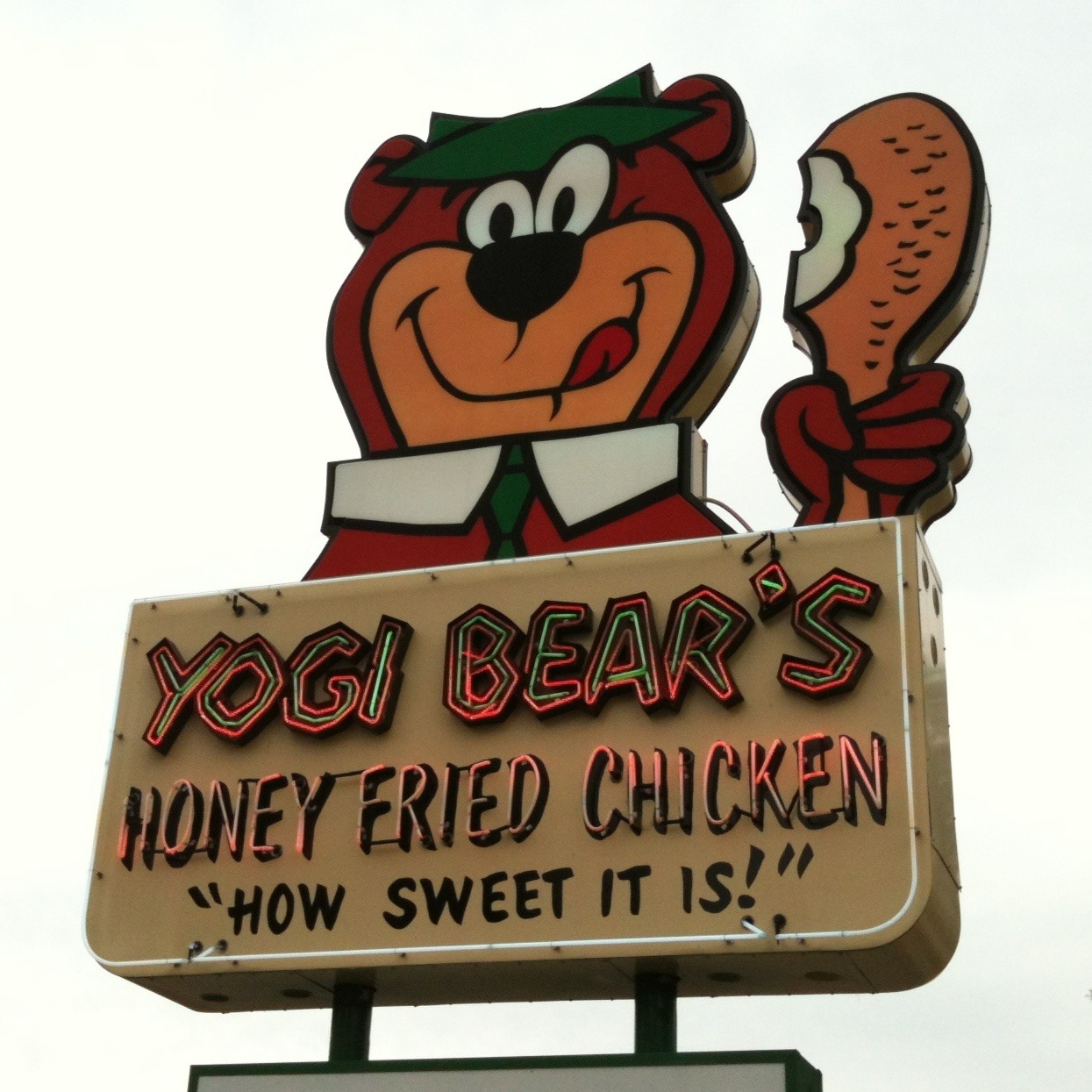
Yogi l'ours sur une enseigne de restaurant américain de Caroline du Sud.

- Ba-bear-lon, peluche apparaissant dans la série Babylon 5
- Bamse, ours de dessin animé et bande dessinée très populaire en Suède
- Benjamin, dans la série animée canadienne L'Ours Benjamin (en)
- Bouba dans la série du même nom
- Colargol, ourson d'animation de la série Les Aventures de Colargol
- Disco Bear, Flippy, Pop et Cub, ours de la série animée d'humour noir canado-américaine Happy Tree Friends
- Lucy, l'héroïne de la série d'animation Edmond et Lucy
- Martin, ami de Franklin, dans le dessin animé Franklin
- Michka, ours de la série animée russe Masha et Michka
- Monsieur Ben, ours de la série de fictions animalières américaine Mon ami Ben (Gentle Ben). Plusieurs ours dressés furent utilisés pour l'incarner.
- Mouk, l'ours qui fait le tour du monde à vélo (série d'animation)
- Nounours et Oscar dans la série télévisée Bonne nuit les petits
- Teddy, l'ours en peluche miteux et maltraité, recousu de partout et avec des yeux en boutons de Rowan Atkinson dans Mr Bean
- Tibère dans Tibère et la Maison bleue (émission de la Jim Henson Company)
- Yogi l'ours et sa bonne conscience Boubou (en), de Hanna-Barbera
- Les Gummies, bande d'oursons de Disney Les Gummi
- Grizzy dans Grizzy et les Lemmings

## Jouet
- Les Bisounours
- Grumly, peluche de la société Jemini qui a créé le « buzz » avec sa campagne de spots publicitaires décalés en 1999[1].
- Teddy Ruxpin, jouet en forme d'ours en peluche animé électroniquement, qui a inspiré une série animée.

## Jeu vidéo
- Banjo, un ours de jeu vidéo
- Naughty Bear, personnage principal d'un jeu vidéo du même nom
- Freddy Fazbear, animatronic de la suite de jeux Five Nights at Freddy's

## Gâteaux, confiseries

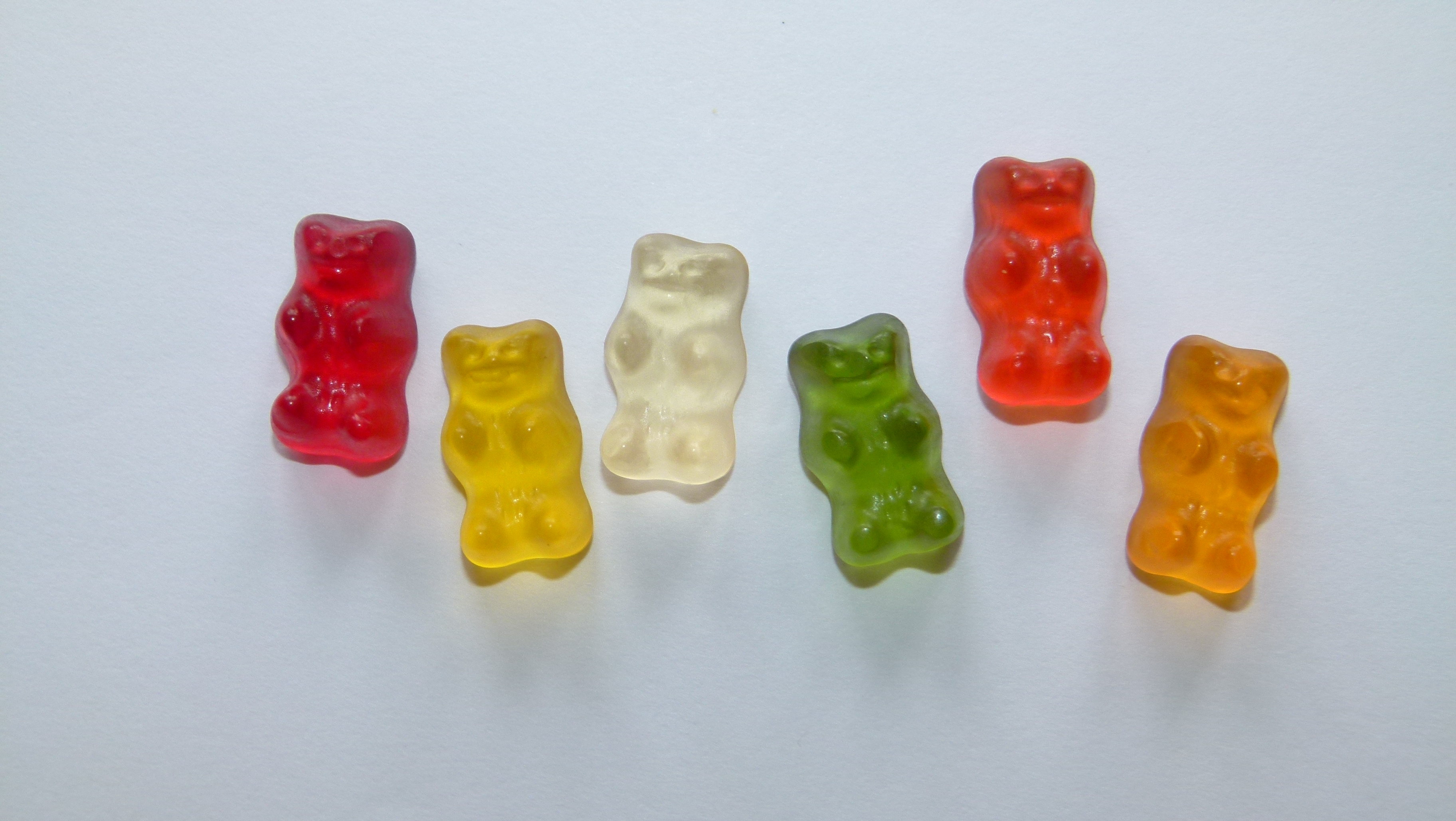
Petits ours gélifiés

- Gâteau LULU L'Ourson de Lu, gâteau moelleux au blé tendre au cœur de lait, chocolat ou aux fruits en forme d'ourson
- Le Petit Ourson, confiserie à la guimauve en forme d'ourson enrobée d’une couche de chocolat au lait par Bouquet d'Or
- Bonbon Ours d'Or / Tinours / Gummibär, ours gélifié aux différents parfums, de la société Haribo
- « Lindt Teddy » figurine en chocolat ayant une forme d’ours emballée dans un papier doré avec un ruban rouge de Lindt

## Autres
- Bob, l'ours bleu de Butagaz
- Duffy the Disney Bear, un ours en peluche issu de l'univers Disney
- Ourson de la comtesse de Ségur dans Les Nouveaux Contes de fées (publiés en 1856).
- Pedobear
- Robijntje, ourson symbole de la marque d'adoucissant Cajoline en Belgique et aux Pays-Bas
- Rilakkuma, une franchise japonaise représentant un ours en peluche « kawaii ».
- Dan Flakes, ours qui devint écrivain dans le roman l'ours est un écrivain comme les autres de William Kotzwinkle

- L'ourson de Théodore Roosevelt qui serait à l'origine des ours en peluche.
- Micha, la mascotte des jeux olympiques d'été de 1980 à Moscou.

|                                |
| Publicité avec l'ours Butagaz. |

|                                             |
| L'ourson de légende de « Teddy » Roosevelt. |

|                                                             |
| Micha, mascotte des Jeux olympiques d'été de 1980 à Moscou. |